# Alice Soares de Toledo
Alice Sommerlath, nhũ danh là Alice Soares de Toledo (Ngày 15 tháng 05 năm 1906 - Ngày 09 tháng 03 năm 1997) là mẹ của Vương hậu Silvia, là vợ của Vua Carl XVI Gustaf của Thụy Điển.

## Sinh thời
Alice được sinh ra ở thành phố São Manuel, Sao Paulo thuộc Brasil, cô là con út và con gái duy nhất của Elisa Novais Soares (1881-1928) và chồng là Arthur Floriano de Toledo (1873 - 1935). Cô cũng có họ hàng xa với người Tupiniquim (người Mỹ bản địa). Một trong những tổ tiên Tupiniquim của bà là Tibiriçá.

## Hôn nhân và con cái
Ngày 10 Tháng 12 năm 1925, bà kết hôn tại Santa Cecilia, São Paulo với nhà doanh nghiệp Đức Walther Sommerlath (1901-1990), cuối cùng chuyển đến Đức với chồng. Ở đó, hai người đã có bốn đứa con:
- Ralf Sommerlath (sinh 1929)
- Walther Ludwig Sommerlath (born 1934)
- Hans Jörg Sommerlath (1941-2006)
- Silvia Sommerlath (sinh ngày 23 tháng 12 năm 1943), kết hôn vào năm 1976 để vua Carl XVI Gustaf của Thụy Điển

Sommerlath trở thành góa phụ vào tháng 10 năm 1990, sau khi chồng bà qua đời. Bà bị bệnh tim và mất trí nhớ do tuổi già và chết tại Cung điện Drottningholm, phía tây của Stockholm vào năm 1997. Linh cửu của bà được chôn cất ở Heidelberg, Đức bên cạnh chồng của mình.